# Synagoge (Alzey)
Die Synagoge in Alzey wurde zwischen 1853 und 1854 in der Augustinerstraße 9 erbaut. Sie wurde bis 1935 genutzt und dann aufgegeben. Bei den Novemberpogromen 1938 wurde die Synagoge schwer beschädigt. Nach mehreren Verkäufen des Grundstückes mit den Resten der Synagoge, wurden diese 1955 endgültig abgebrochen. Es blieben nur die Grundmauern erhalten.

## Synagoge
Bereits im Jahr 1427 wird ein Bethaus in Alzey erwähnt. Über den genauen Standort und die weitere Nutzung ist nichts bekannt. Bis 1791 wurde das Dachgeschoss eines Wohnhauses am Anfang der Judengasse als Betraum genutzt. 1791 finanzierte ein Privatmann den Bau einer neuen Synagoge in der Zwerchspießgaß. Da die Zahl der Mitglieder der jüdischen Gemeinde stark angewachsen war, reichte der Platz in der alten Synagoge nicht mehr aus. Zudem war die Bausubstanz in einem sehr schlechten Zustand. Daraufhin wurde zwischen 1853 und 1854 eine neue Synagoge in der Augustinerstraße 9 erbaut. Das Gebäude in der Zwerchspießgaß wurde später als Lagerhaus genutzt und 1976 abgerissen. Die Kosten für den Neubau betrugen 10000 Gulden. Die Einweihung fand am 20. und 21. Oktober 1854 statt. Die Synagoge bot 220 Gläubigen Platz und verfügte über eine Frauenempore, die an drei Wänden entlang lief sowie über eine Orgel. Das Gebäude verfügte über einen Kreuzgiebel mit abgetreppten Giebel. Auf der Straßenseite befand sich das Eingangsportal. Rechts und links des Portals befanden sich zwei kleine Kielbogenfenster. Darüber drei große, hohe Kielbogenfenster. Im Giebel war ein Achtpassfenster eingelassen und an den beiden Giebelseiten befanden sich zwei kleine Ziertürme. An der Spitze des Giebels waren zwei rechteckige Gesetzestafel, von denen die rechte noch erhalten und heute im Museum der Stadt Alzey ausgestellt ist, angebracht. Sowohl die Nordseite als auch die Ostseite der Synagoge verfügten über drei große, hohe Kielbogenfenster. An der linke Gebäudeseite befand sich ein weiterer Eingang, der vermutlich zur Frauenempore führte. Ab 1933, nach der Machtergreifung Adolf Hitlers, wurden die jüdischen Einwohner immer mehr entrechtet. Zudem kam es immer wieder zu antijüdischen Aktionen. Dies hatte zur Folge, dass viele jüdische Einwohner Alzey verließen. Auf Grund der geringen Mitgliederzahl wurde die Synagoge ab 1935 nicht mehr genutzt. Die Gottesdienste fanden ab diesem Zeitpunkt in einem Privathaus statt. Bei den Novemberpogromen 1938 wurde die Synagoge dann durch Mitglieder der SA schwer beschädigt. Die Inneneinrichtung sowie die Ritualien wurden vor der Synagoge verbrannt. Lediglich eine Torarolle und einige Fragmente anderer Torarollen konnten gerettet werden. Sie werden, wie die rechte Gesetzestafel vom Giebel und die Steinplatte mit der Bauinschrift der Synagoge und dem Orgelstuhl im Museum der Stadt Alzey ausgestellt. Am 8. Mai 1939 verkaufte die jüdische Gemeinde das Grundstück mit den Resten der Synagoge für 600 Reichsmark an die Stadt Alzey. Der Kaufpreis wurde allerdings nie gezahlt, da die Stadt Kosten für die Aufräumarbeiten auf dem Gelände geltend machte und mit dem Kaufpreis aufrechnete. 1945 wurde das Gebäude, im Zuge der Restitutionsverhandlungen, erneut von der Stadt erworben und von dieser einige Jahre später an einen Privatmann veräußert, der auf dem hinteren Teil des Geländes ein Wohn- und Geschäftshaus errichtete. 1955 wurden die Reste der Synagoge abgerissen. Im Jahr 1966 wurde eine Gedenktafel an die ehemalige Synagoge an einer Mauer auf dem Grundstück angebracht. Die Inschrift lautet:
HIER STAND DIE 1854 ER=

BAUTE, 1938 ZERSTÖRTE

=====SYNAGOGE=====

ZUM GEDENKEN UNSERER

JÜDISCHEN MITBÜRGER

## Jüdische Gemeinde Alzey
Die Anfänge der jüdischen Gemeinde in Alzey reichen bis ins 14. Jahrhundert zurück. Erstmal 1305 wird ein jüdischer Einwohner namentlich genannt. Den höchsten Stand an Gemeindemitgliedern erreichte die jüdische Gemeinde 1855, als sie 363 Mitglieder zählte. Von 1842 bis 1933 war Alzey Rabbinatssitz. Die letzten jüdischen Einwohner wurden 1943 deportiert.